# Ferdinand Hérold
Louis Joseph Ferdinand Hérold częściej Ferdinand Hérold (ur. 28 stycznia 1791 w Paryżu, zm. 19 stycznia 1833 w Thernes) – francuski kompozytor pochodzący z Alzacji.
Od 1811 studiował kompozycję w Paryżu u Etienne Méhula. Zadebiutował w 1812, wykonując swój Koncert fortepianowy E-dur. Tworzył głównie utwory fortepianowe, po zetknięciu z Gioachino Rossinim skierował się ku muzyce scenicznej. Już pierwsza opera Hérolda La gioventù di Enrico Quinto (1815) odniosła sukces. Największe osiągnięcia kompozytor osiągał w gatunku opera comique. Jedną z najpopularniejszych jego oper do dziś jest Zampa ou La fiancée de marbre (1831); uwertura z tego utworu jest najczęściej wykonywaną kompozycją Hérolda. Jego operę Ludovic dokończył po jego śmierci Fromental Halévy; na temat jednej z melodii z tejże opery Fryderyk Chopin napisał Wariacje op. 12 B-dur. Hérold tworzył też muzykę baletową, przyczyniając się do rozwoju tego gatunku. 

## Opery
- 1815, La gioventù di Enrico quinto.
- 1816, Charles de France ou Amour et gloire (z Boieldieu).
- 1816-1817, Corinne au Capitole.
- 1817, Les rosières.
- 1817, La clochette ou Le diable page.
- 1818, Le premier venu ou Six lieues de chemin.
- 1819, Les troqueurs.
- 1819, L'amour platonique.
- 1820, L'auteur mort et vivant.
- 1823, Le muletier.
- 1823, Vendôme en Espagne (z Auberem).
- 1825, Le lapin blanc.
- 1826, Almédon ou le monde renversé renamed Marie.
- 1829, L'Illusion.
- 1829, Emmeline.
- 1830, L'auberge d'Auray.
- 1831, Zampa ou La fiancée de marbre.
- 1831, La marquise de Brinvilliers (wspólnie z Auberem, Battonem, Bertonem, Blanginim, Boieldieu, Carafą, Cherubinim i Paerem).
- 1832, La médecine sans médecin.
- 1832, Le Pré aux clercs.
- 1833, Ludovic (ukończone przez Halévy'ego).
- ?, "Les Florentines".

## Balety
- 1827, Astolphe et Joconde ou Les Coureurs d'aventures
- 1827, La Somnambule ou L'Arrivée d'un nouveau seigneur
- 1828, Córka źle strzeżona (La Fille mal gardée)
- 1828, Lydie
- 1829, La Belle au bois dormant
- 1830, La Noce de village

## Inne ważniejsze dzieła
- 1811–1813, cztery koncerty fortepianowe[4]
- 1812, La Duchesse de la Vallière ou Mlle de Lavallière (utworem tym zdobył Prix de Rome).
- 1813, I Symfonia C-Dur.
- 1814, Trzy kwartety smyczkowe
- 1815, II Symfonia D-dur